# Second petit déjeuner

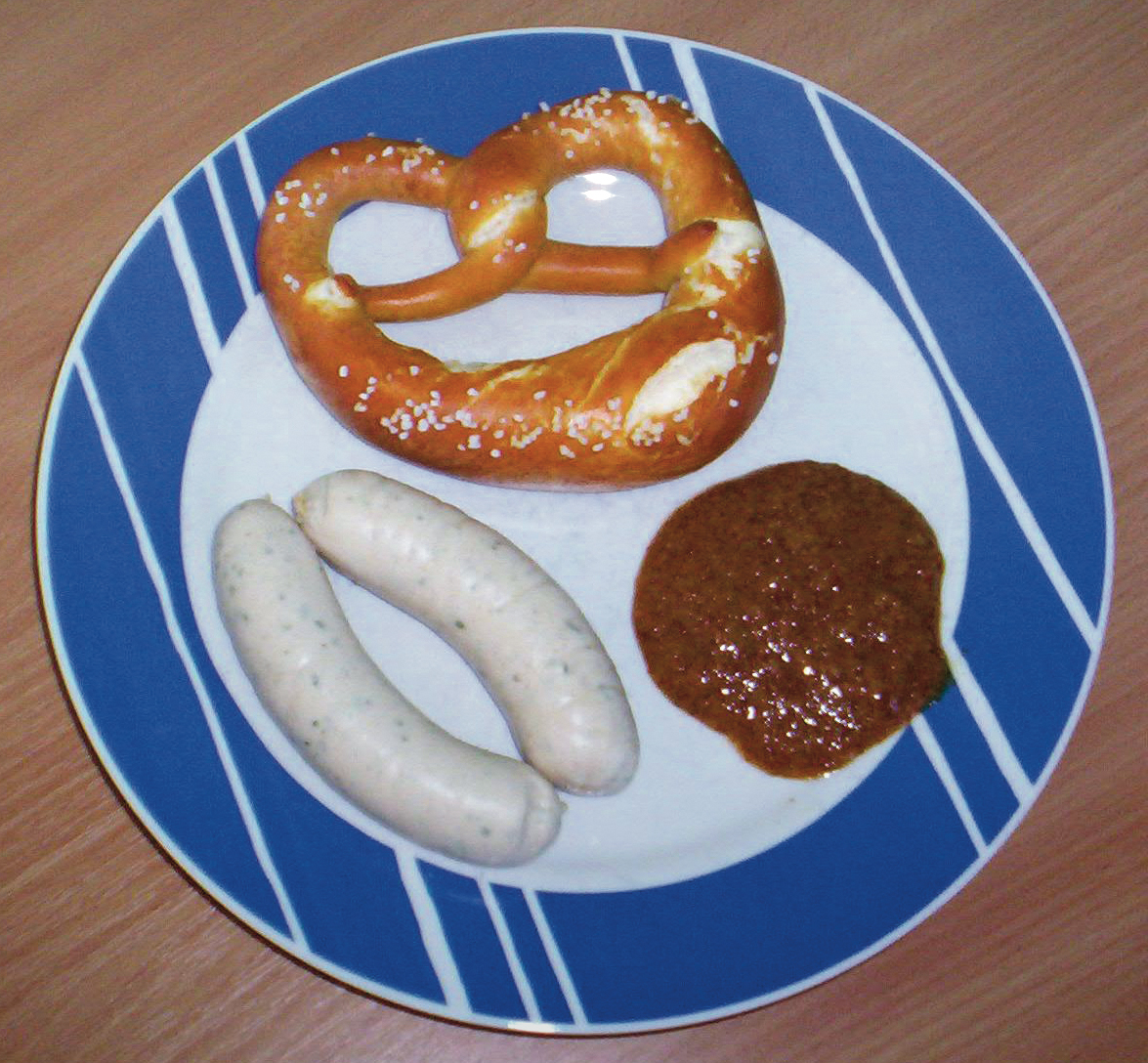
Nourriture allemande.

Le second petit déjeuner, ou second déjeuner (en allemand : zweites Frühstück ; en polonais : drugie śniadanie ; en hongrois : tízórai) est un repas mangé après le premier repas de la journée mais avant le repas principal de midi, appelé déjeuner ou dîner selon les régions francophones. C'est un repas traditionnel en Bavière, en Pologne et en Hongrie.
En Bavière et en Pologne, des plats spéciaux sont faits exclusivement pour être mangés pendant le second petit déjeuner. À Vienne et dans la plupart des autres parties de l'Autriche, le second petit déjeuner est appelé Jause. Il est typique de manger quatre à cinq repas par jour dans ces endroits.